# Calice minore
In anatomia, il calice minore è un condotto di escrezione renale che circonda l'apice della piramide del Malpighi e termina in un calice maggiore.

## Morfologia del calice
I dotti collettori di una piramide si svuotano in un calice attraverso la papilla. Questi condotti si aprono attraverso una lastra cribriforme che è circondata da un fornice. Un calice minore drena una papilla singola, composta o congiunta: l'aspetto indentato dei calici minori è proprio dovuto alle papille renali, che sono gli apici delle piramidi renali. Per converso un calice maggiore (la continuazione dei calici minori), drena 2 o più calici minori. Ne consegue che un calice minore si compone di un singolo "collo" e di una singola "coppa", laddove un calice maggiore ha almeno due colli per due calici minori, e due coppe che si immettono poi nella pelvi renale. La parete dei calici è formata da cellule muscolari lisce: questo strato variabile di muscolatura liscia si trova in profondità nella lamina propria, decisamente meno sviluppato nei calici minori rispetto ai calici maggiori o nella pelvi renale. Queste cellule muscolari lisce sono dotate di capacità di contrazione ritmica spontanea (cellule pace-maker) e proprio attraverso la loro contrattura si genera una contrazione peristaltica di tutta la muscolatura liscia della parete dei calici, che favorisce la progressione dell'urina attraverso la pelvi verso gli ureteri e fino alla vescica.

## Funzione principale
L'urina, dopo essere stata filtrata e riassorbita a livello renale, passa attraverso la papilla all'apice della piramide e raggiunge il calice minore per poi passare successivamente in un calice maggiore e infine transitare nell'uretere attraverso la pelvi renale.

## Immagini correlate

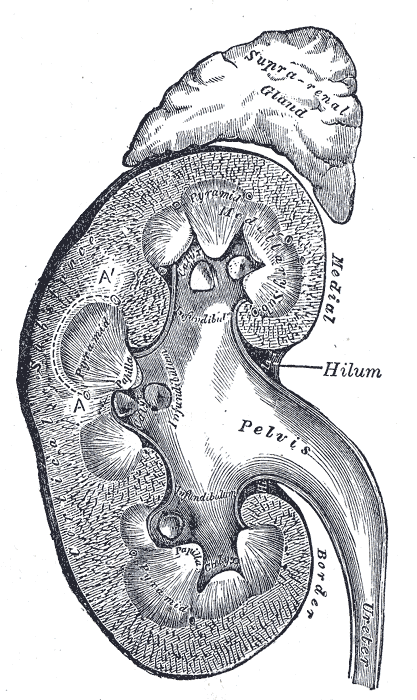
Sezione verticale del rene. Viene visualizzata la pelvi renale e i calici maggiori e minori.
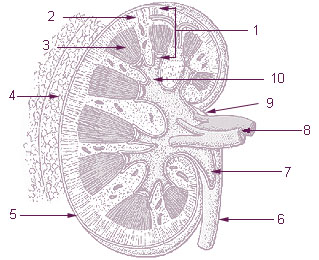
10. I calici maggiori accolgono i calici minori.